# Аеронавтика

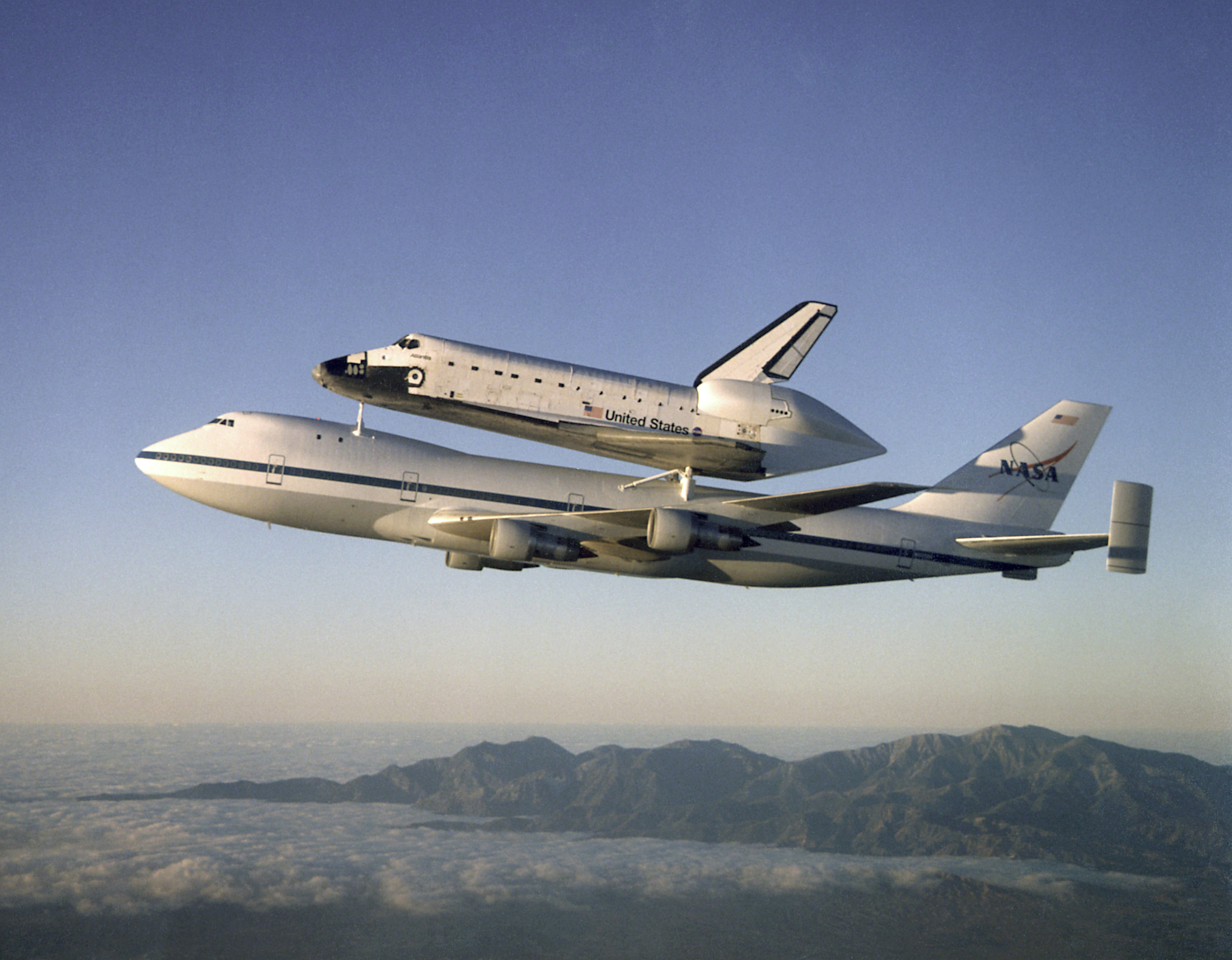
Атлантіс на літаку-носії Boeing 747SCA.

Аеронавтика (англ. Aeronautics) — наука або мистецтво, пов'язані з вивченням, проєктуванням і виробництвом літальних апаратів, а також техніки управління літальними апаратами й ракетами в атмосфері. Королівське авіаційне товариство визначає аспекти «авіаційного мистецтва, науки та техніки» і «професії аеронавтики (яка включає астронавтику)».
Хоча спочатку цей термін ставився виключно до експлуатації повітряного судна, відтоді він був розширений і охоплює технологію, бізнес та інші аспекти, пов'язані з повітряним транспортом. Термін «авіація» іноді використовується як взаємозамінний з аеронавтикою, хоча термін «аеронавтика» включає легші, ніж повітряні судна, такі, як дирижаблі, і включає балістичні транспортні засоби, в той час, як термін «авіація» технічно не включає.
Значна частина аеронавігаційної науки — це область динаміки, яка називається аеродинаміка, яка стосується руху повітря і того, як він взаємодіє з рухомими об'єктами, такими як літальний апарат.

## Історія

### Ранні ідеї

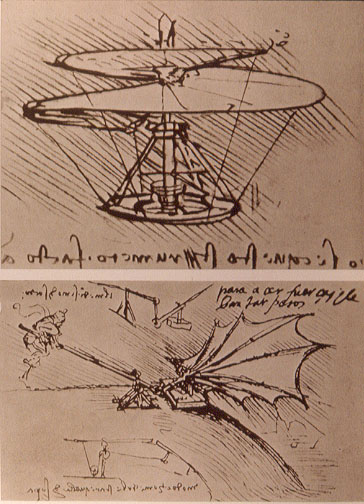
Конструкції літальних апаратів Леонардо да Вінчі, близько 1490 року

Спроби літати без будь-якого реального авіаційного розуміння робилися з самих ранніх часів, як правило, шляхом побудови крил і стрибків з вежі з покаліченими або смертельними результатами.
Більш мудрі дослідники прагнули отримати деяке раціональне розуміння через вивчення польоту птахів. Ранній приклад з'являється в стародавніх єгипетських текстах.  Пізніше вчені Середньовічної Ісламської Золотої доби, такі як Аббас ібн Фірнас, також провели такі дослідження. Засновники сучасної аеронавтики Леонардо да Вінчі в епоху Відродження в 1799 році почали свої дослідження з вивчення польотів птахів.
Вважається, що повітряні змії широко використовувалися в Стародавньому Китаї. У 1282 році італійський дослідник Марко Поло описав сучасні китайські методи. Китайці також побудували маленькі повітряні кулі, або ліхтарі, і гвинтові іграшки.
Одним з перших європейців, які розповіли наукові міркування про політ, був Роджер Бекон, який описав принципи роботи повітряної кулі легше повітряної кулі і крилатого орнітопера, який, як він припускав, буде побудований в майбутньому. Засіб для підйому його повітряної кулі буде «ефір», склад якого він не знає.
Леонардо да Вінчі продовжив своє дослідження птахів, розробивши проекти для деяких з найбільш ранніх літальних апаратів кінця XV століття, в тому числі крилатого орнітопера і вертольота. Хоча його проекти були раціональними, вони не були засновані на хорошій науці. Багато з його конструкцій, такі як чотиримісний гвинтовий вертоліт, мають серйозні недоліки. Він, принаймні, зрозумів, що «об'єкт володіє таким же опором повітрю, як і повітря —
об'єкту». (Ньютон не публікував Третій закон руху до 1687 року.) 
Його аналіз призвів до висновку, що однієї робочої сили недостатньо для стійкого польоту, і його пізніші конструкції включали механічне джерело енергії, такий як пружина. Робота да Вінчі була загублена після його смерті і не з'являлася до тих пір, поки її не обійшла робота Джорджа Кейлі.

### Політ на повітряній кулі

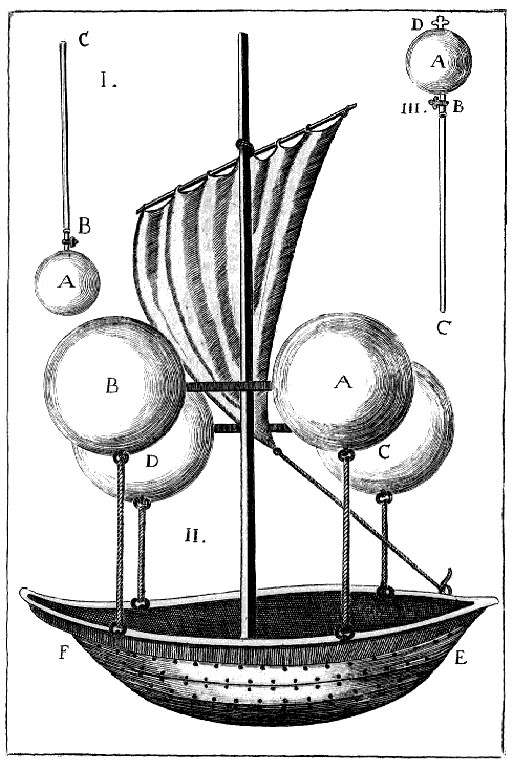
Концепція літаючого човна Франческо Лана де Терці, 1670 рік

Сучасна ера полегшених польотів почалася на початку XVII століття з експериментів Галілея, в яких він показав, що повітря має вагу. Близько 1650 року Сірано де Бержерак написав кілька фентезі-романів, в яких він описав принцип сходження, використовуючи речовину (росу), яке, як він припускав, було легше повітря і спускалося, випускаючи контрольовану кількість речовини. Франческо Лана де Терці виміряв тиск повітря на рівні моря і в 1670 році запропонував першу науково обґрунтовану підйомну середу у вигляді порожнистих металевих сфер, з яких було викачано все повітря. Вони будуть легше повітря і зможуть підняти дирижабль. Пропоновані ним методи контролю висоти використовуються і сьогодні: за допомогою баласту, який може бути скинутий за борт, щоб збільшити висоту, і за допомогою скидання тиску на вантажні контейнери. На практиці сфери де Терці звалилися б під тиском повітря, і подальші розробки довелося б чекати більш практичних підйомних газів.

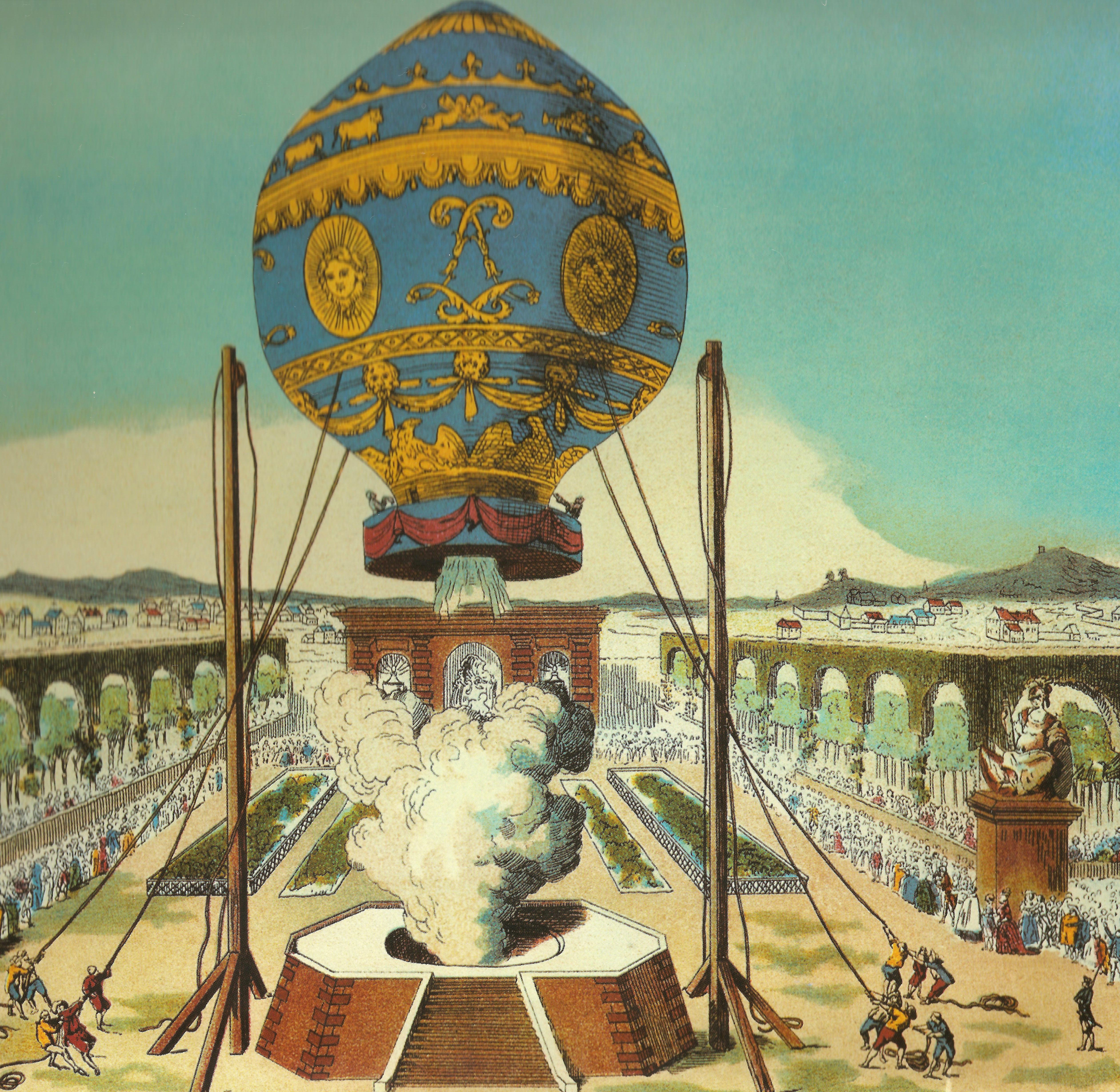
Політ братів Монгольф'є, 1784 рік

З середини XVIII століття брати Монгольф'є у Франції почали експериментувати з повітряними кулями. Їх повітряні кулі були зроблені з паперу, і ранні експерименти з використанням пари, оскільки підйомний газ був недовговічним через його вплив на папір у міру конденсації. Прийнявши дим за свого роду пар, вони почали наповнювати свої повітряні кулі гарячим димовим повітрям, який вони називали «електричним димом», і, незважаючи на неповне розуміння принципів в роботі, здійснив кілька успішних запусків і в 1783 році був запрошений на демонстрацію у Французьку академію наук.
Тим часом, відкриття водню спонукало Джозефа Блека в 1780 році запропонувати його використання в якості газу для підйому, хоча практична демонстрація очікувала матеріалу для газонепроникних повітряних куль. Почувши запрошення братів Монгольф'є, член Французької академії Жак Шарль запропонував аналогічну демонстрацію водневої кулі. Чарльз і два майстри, брати Роберт, розробили газонепроникний матеріал з гумового шовку для конверта. Водневий газ повинен був утворитися в результаті хімічної реакції в процесі наповнення.
Конструкція Монгольф'єра мала кілька недоліків, не в останню чергу необхідність в сухій погоді і схильність до іскор від пожежі, щоб підпалити паперову кулю. Пілотований дизайн мав галерею навколо основи кулі, а не висячу кошик першого безпілотного дизайну, який наблизив папір до вогню. Під час свого вільного польоту Пілатр де Розьє і Франсуа д'Арланд взяли відра з водою і губки, щоб загасити ці пожежі. З іншого боку, пілотований дизайн Чарльза був по суті сучасним. Montgolfière тип і водневий куля Charlière.
Наступна повітряна куля Карла та братів Робертів, Ла Кароліна, був Шарльєром, який послідував пропозиціям Жана Батіста Меусоньєра про подовженому повітряній кулі, і був примітний тим, що мав зовнішню оболонку з газом, що міститься в другій внутрішньої повітряної мережі. 19 вересня 1784 року авіакомпанія здійснила перший політ довжиною понад 100 км між Парижем і Беврі, незважаючи на те, що рухові пристрої виявилися марними.
Наступного року, в спробі забезпечити як витривалість, так і керованість, де Розьє розробив повітряну кулю з газовими мішками з гарячим повітрям і воднем, який незабаром був названий на його честь як Rozière. Принцип полягав у тому, щоб використовувати водневу секцію для постійного підйому і орієнтуватися вертикально, нагріваючи і охолоджуючи гарячу повітряну секцію, щоб ловити найбільш сприятливий вітер на будь-якій висоті, на якій він дме. Повітряна куля була зроблена зі шкіри Голдбітера. Перший політ закінчився катастрофою, і з тих пір цей підхід рідко використовувався.

### Кейлі та основи сучасної аеронавтики
Сер Джордж Кейлі (1773—1857) широко відомий як засновник сучасної аеронавтики. Вперше його назвали «батьком літака» в 1846 році, а Хенсон назвав його «батьком аеронавігації». Він був першим науковим дослідником, який опублікував свою роботу, в якій вперше були викладені основні принципи і сили польоту.
У 1809 році він почав публікацію епохального трисерійного трактату «On Aerial Navigation» (1809—1810). У ньому він написав першу наукову заяву про проблему, «Вся проблема обмежена в цих межах, тобто, зробити поверхню, що підтримує задану вагу, шляхом застосування потужності на опір повітря.» Він визначив чотиривекторні сили, які впливають на літак: тяга, підйом, опір і вага, а також відмінності стабільності і контролю в його конструкції.
Він розробив сучасну традиційну форму літака зі стабілізуючим хвостом як з горизонтальною, так і з вертикальною поверхнею, літаючі планери як безпілотні, так і пілотовані.
Він представив використання випробувальної вертушки для дослідження аеродинаміки польоту, використовуючи її, щоб виявити переваги вигнутої або вигнутої аерофольги над плоским крилом, яке він використовував для свого першого планера. Він також визначив і описав важливість діедрального, діагонального кріплення і зменшення опору, а також зробив внесок у розуміння і дизайн орнітоптерів і парашутів.
Ще одним важливим винаходом стало натяжне колесо, яке він розробив для створення світла, потужного колеса для шасі літака.

### XIX століття
У XIX столітті ідеї Кейлі були уточнені, доведені і розширені. Важливими дослідниками були Отто Лілієнталь і Гораціо Філліпс.

## Дв. також
- Aeronautics Defense Systems
- Аерокосмічна техніка
- Теорія літака
- Аеростатика
- Система керування польотом